# Charles Textor
Charles Textor fue un escultor francés, nacido en Lyon en 1835 y fallecido en la misma ciudad en 1905. Es autor de algunos monumentos de su ciudad Lyon. 

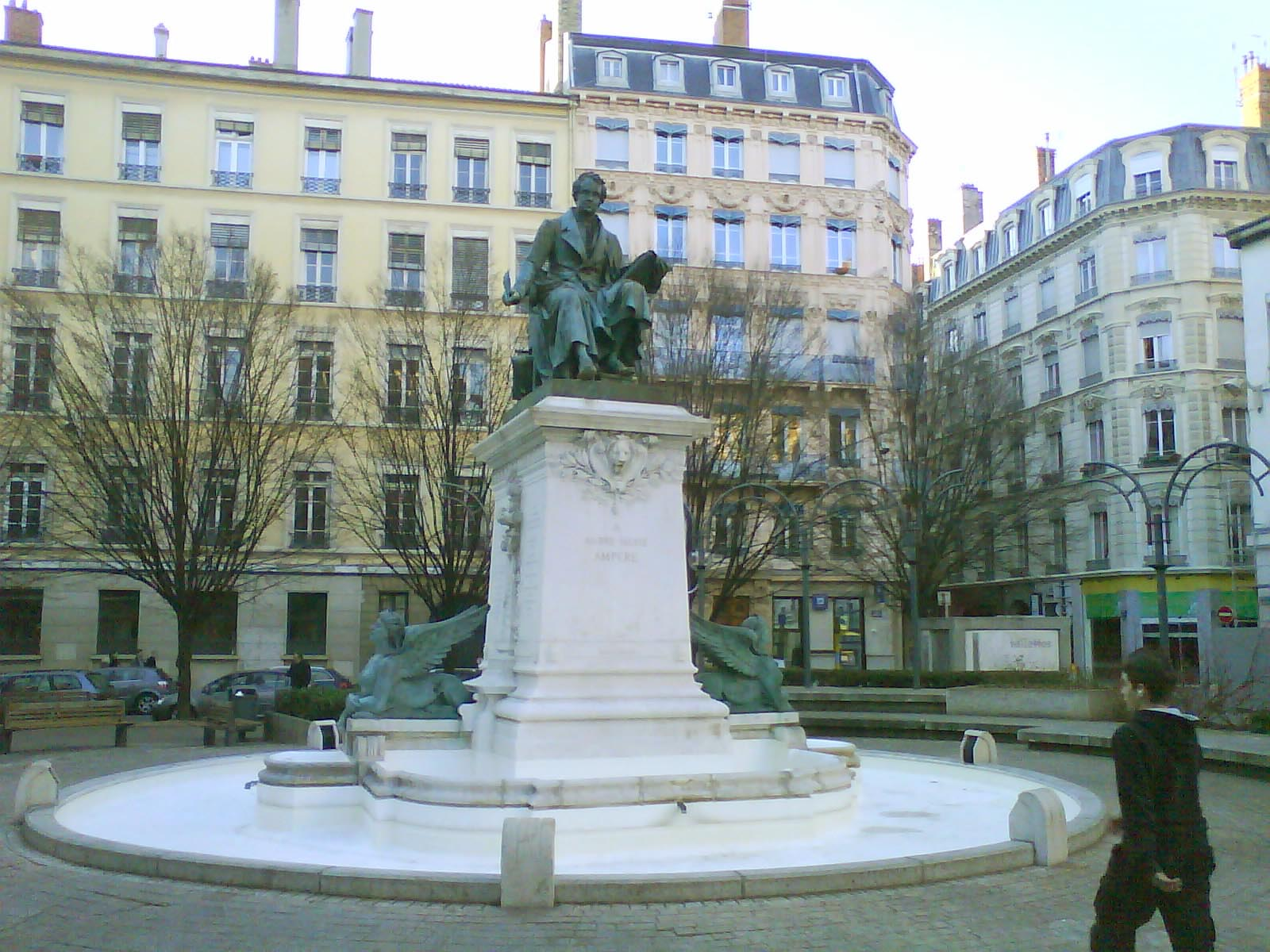
Monumento a André-Marie Ampère en la Place Ampère de Lyon.

## Obras
- Es autor de la estatua de bronce, dedicada a André-Marie Ampère e instalada en el monumento de la Plaza Ampère (fr) de Lyon. En el museo de Bellas Artes de Lyon se conservan algunos bocetos ejecutados por el escultor para la realización de éste monumento.

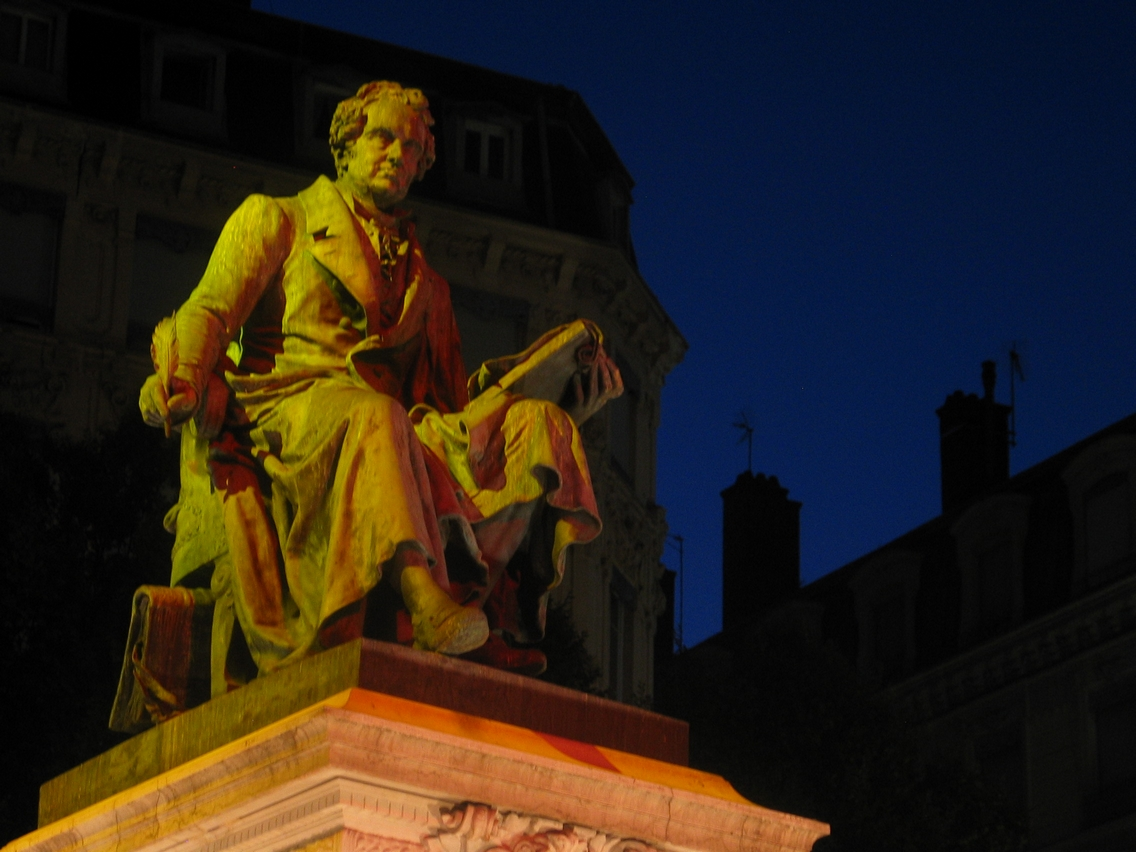
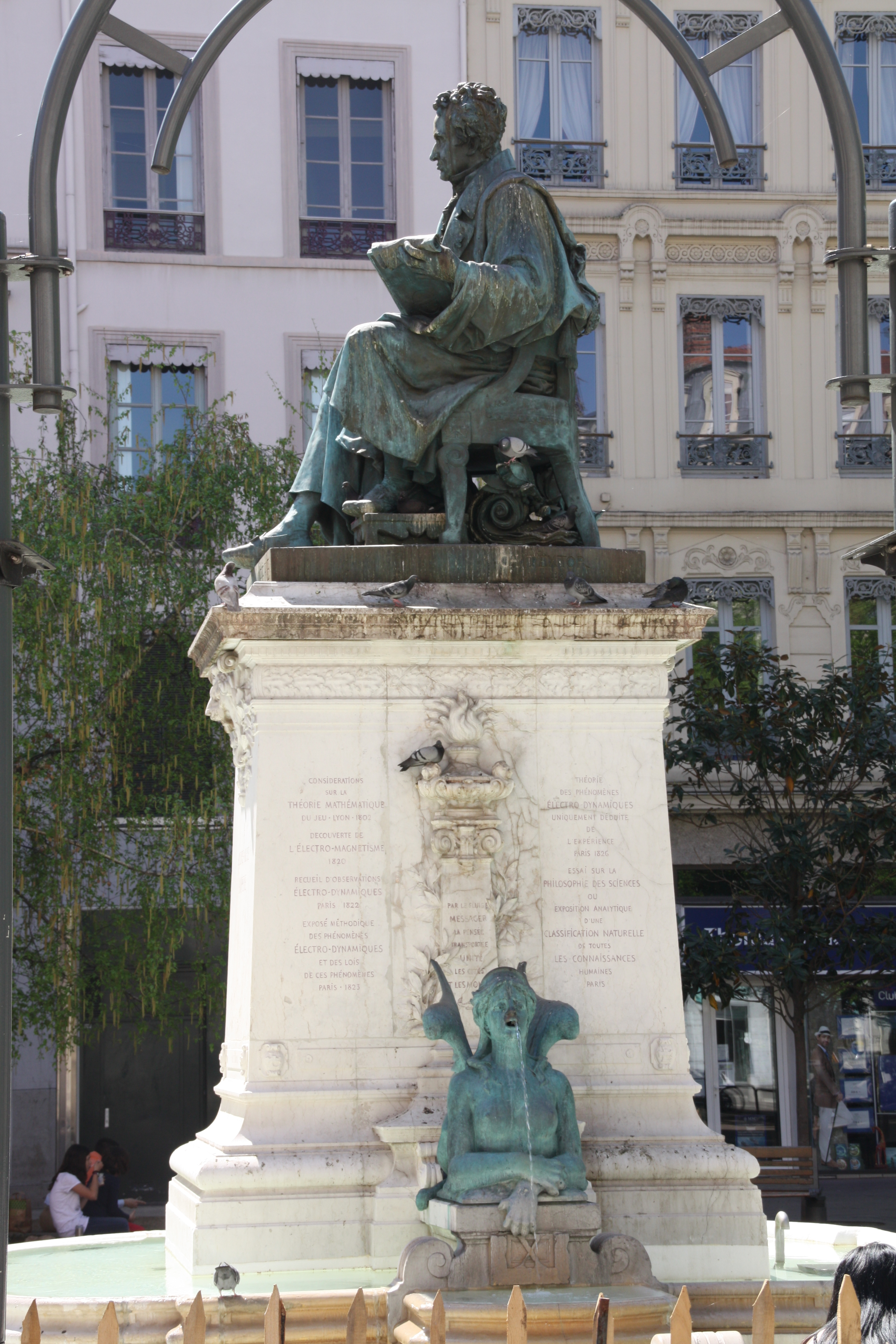
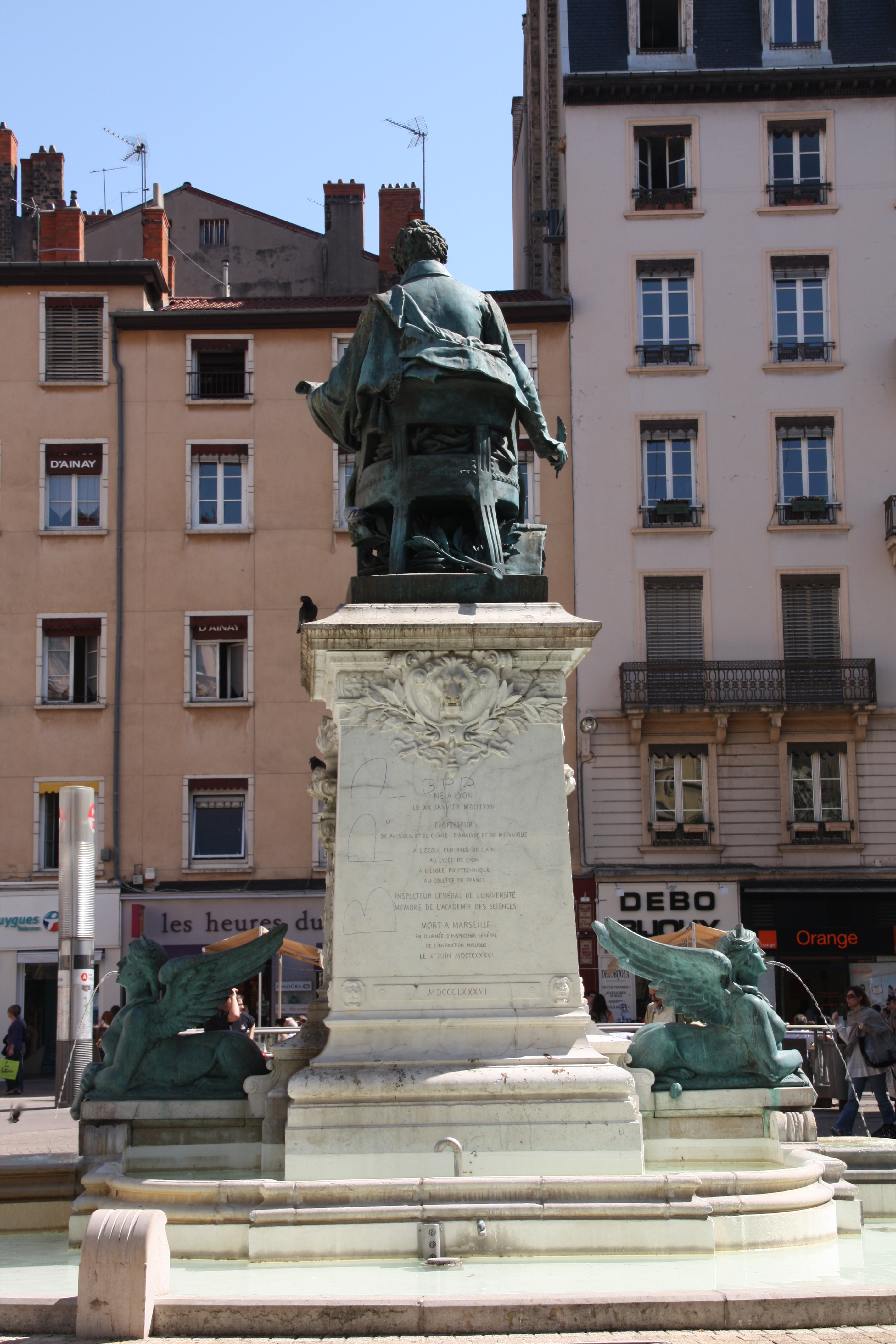

- Busto de Joséphin Soulary (fr) (mármol de 1867). Conservado en el Museo de Bellas Artes de Lyon. El bronce producido a partir de este mármol, coronó el Monumento al poeta Joséphin Soulary (1815-1891) en Lyon.[1] El conjunto monumental estuvo coronado con el busto sobre una columna, a cuyos pies, también en bronce aparece una figura alegórica de mujer.[2]

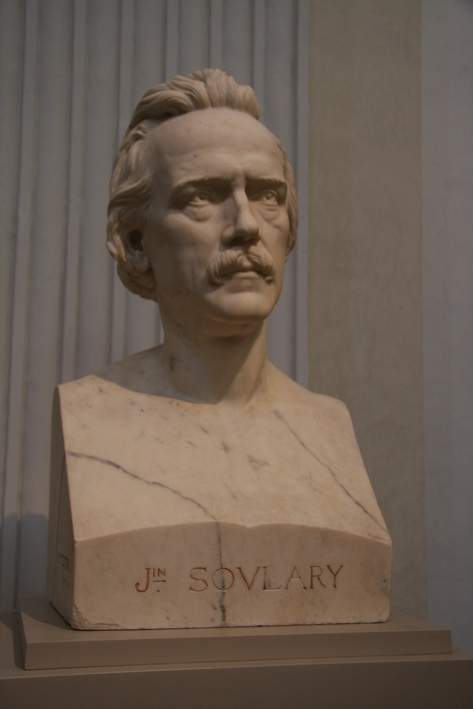

- Monumento La Martinière. (1911) Obra póstuma. se trata del monumento a los fundadores y precursores de las Escuelas la Martinière (fr) , en Lyon: Claude Martin, Charles Henri Tabareau, Gaspard Alphonse Dupasquier y Louis Gaspard Dupasquier. Los bustos de estos cuatro personajes ocupan sendas caras del monumento, completado con algunos relieves.[3]